# Caopo
Caopo (kinesiska: 草坡乡, 草坡) är en socken i Kina. Den ligger i provinsen Sichuan, i den sydvästra delen av landet, omkring 90 kilometer nordväst om provinshuvudstaden Chengdu. Antalet invånare är 3 826. Befolkningen består av 1 820 kvinnor och 2 006 män. Barn under 15 år utgör 18,0 %, vuxna 15-64 år 72 %, och äldre över 65 år 9,0 %.
Genomsnittlig årsnederbörd är 1 273 millimeter. Den regnigaste månaden är juli, med i genomsnitt 297 mm nederbörd, och den torraste är januari, med 12 mm nederbörd.